# Ані Петросян
Ані Леонівна Петросян (нар. 29 вересня 1981 року, Ленінакан, СРСР) — вірменська акторка.

## Життєпис
Ані Петросян народилася 29 вересня 1981 року в Ленінакані. Дівчина навчалася у школі № 20 імені Ґабріеля Сундукяна. Внаслідок Спітакського землетрусу Ані переїхала до Москви, але у 10 класі повернулася до Гюмрі (школа № 20 була перейменована на честь лорда Байрона тому що британський уряд допоміг відновити школу). Після закінчення школи Ані переїхала до Єревана. Петросян закінчила Єреванський державний інститут театру і кіно. З 2004 року акторка працює у Театрі імені Сундукяна.

## Театральні роботи
- «Гроза» (О. М. Островський)
- «Бернарда Альба та її дочки» (Федеріко Гарсія Лорка)
- «За честь» (Ґабріель Сундукян)
- «Психоз 4:48» (Сара Кейн)

## Телебачення
- Нещасливе щастя (2008)
- Де мій чоловік? (2010)